# Хеймсон, Леопольд
Леопольд Хеймсон (Leopold Henri Haimson) (1927—2010) — американский историк, специалист по истории России.

## Биография
Родился 28 апреля 1927 г. в Брюсселе в семье эмигрантов из России. Отец, Самуил Хеймсон, родился в г. Борисов, закончил Варшавский университет, занимался оптовой торговлей мехами с Бельгией, а в свободное время переводил на русский язык еврейского поэта и прозаика Хаима Нахмана Бялика и еврейского поэта Шаула Черниховского. Мать Л. Хеймсона — Елена Павловна Брискер родилась в Челябинске в ассимилированной еврейской семье. Родители познакомились в Харбине.
В 1940 г. эмигрировал с семьей в США.
В 1945 г. закончил Гарвардский университет. Ученик М. Карповича.
1952 г. — докторская диссертация.
С 1956 г. в Чикагском университете. Неоднократно посещал СССР (впервые летом 1956 г.). В апреле 1966 г. выступил с докладом в Институте истории в Москве на тему «Размышления по поводу историографии нового революционного подъема в России (1912—1914 гг.)».
Руководитель межуниверситетского «меньшевистского проекта» в 1960—1965 гг. (The Inter-University Project on the History of the Menshevik Movement), получившего поддержку от Фонда Форда. В рамках проекта были собраны интервью и другие источники по истории меньшевизма, многие из них были впоследствии опубликованы.
С 1965 г. профессор Колумбийского университета. Хеймсон выступил инициатором проведения совместно с Россией международных коллоквиумов по проблемам сравнительной истории, которые начались в середине 1980-х гг. В 1994 г. Хеймсон помог основать Европейский университет в Петербурге, куда незадолго до смерти передал свою библиотеку.
Ученики: Р. Уортман, Ф. Помпер, З. Галили, Р. Суни, Р. Мэннинг и др.
Умер 18 декабря 2010 в Нью-Йорке.

## Научные интересы
История российской общественной мысли, социально-экономическая история, история интеллигенции, социал-демократии

## Основные труды
- The Ideal of «Conscious Activity»: Some Aspects of Decision Making and Communication in Soviet Theory and Practice. A Report / With a pref. by Margaret Mead. New York: Columbia University, 1951
- The Russian Marxists & the origins of bolshevism. Cambridge: Harvard University Press, 1955. 246 p.
- The Problem of Social Stability in Urban Russia, 1905—1917 // Slavic Review. 1964. Vol. 23. N. 4 P. 619—642; 1965 Vol. 24. N. 1 P. 1-22.
- The Parties and the State: The Evolution of Political Attitudes // The Structure of Russian History: Interpretive Essays. New York: Random House, 1970. pp. 309—340.
- The Mensheviks: From the Revolution of 1917 to the Second World War / Ed. by Leopold H. Haimson; With contributions by David Dallin et al.; Trans. By Gertrude Vakar. Chicago; London: Univ. of Chicago press, 1974.-XXIII, 476 p.
- The Russian Landed Nobility and the System of the Third of June // The Politics of Rural Russia, 1905—1914. Bloomington; L., 1979. Pp. 1-29.
- The Problem of Social Identities in early Twentieth-Century Russia // Slavic Review 47, no. 1. (Spring, 1988): 1-20.
- Strikes, wars and revolutions in an international perspective : strike waves in the late nineteenth and early twentieth centuries / edited by Leopold H. Haimson and Charles Tilly. Cambridge: Cambridge University Press and Editions de la Maison des Sciences de l’Homme, 1989. 536 p.
- Стачечное движение в России во время первой мировой войны: количественный анализ и интерпретация // Россия и США на рубеже XIX—XX вв. Математические методы в исторических исследованиях / отв. ред. Л. В. Милов. М., 1992. С. 79-113.
- Les grèves ouvrières en Russie impériale pendant la première guerre mondiale et le déclenchement de la révolution de février 1917 // Le Mouvement Social, no. 169, octobre-décembre 1994, pp. 9-44.
- The Problem of Political and Social Stability in Urban Russia on the Eve of War and Revolution Revisited // Slavic Review. 2000. Vol. 59. No. 4. Pp. 848—875.
- The political evolution of Moscow’s kupechestvo in early twentieth-century Russia: Observations and reflections // Extending the borders of Russian history. Essays in honor of Alfred J. Rieber. Ed. by M. Siefert. Budapest, 2003. P. 227—231.

- Russia’s Revolutionary Experience, 1905—1917: Two Essays. New York, 2005. 265 p.
- Об истоках революции // Отечественная история. 1993 № 6 С. 3-15.
- Исторические корни Февральской революции // Анатомия революции: 1917 год в России. Массы, партии, власть / под ред. В. Ю. Черняева и др. СПб., 1994.
- Меньшевики в 1917 г.: Сборник: В 3 т. / Под общ. ред. З. Галили, А. Ненарокова, Л. Хеймсона. М., 1994—1996.
- Меньшевизм и эволюция российской интеллигенции // Россия. XXI век. 1995 № 3-4. С. 142—157.
- К вопросу о политической и социальной идентификации рабочих России в конце XIX — начале XX в. // Рабочие и интеллигенция в эпоху реформ и революций / под ред С. И. Потолова и др. СПб., 1997.
- Меньшевики, политика и проблема власти в 1917 г. // Россия. XXI век. 1997 № 7-8. С. 139—168.
- Меньшевики и большевики в октябрьские дни 1917 года // Проблемы всемирной истории. СПб., 2000. С. 310-322.
- Ленин, Мартов и вопрос о власти в течение революции 1917 года // Исторические записки.2002 № 5 (123). С. 216—254.
- О времени и о себе [Текст бесед с амер. историком Л. Хеймсоном, запис. в 2003 г.: Напеч. с сокр. / Л. Хеймсон, М. Р. Зезина // Отечественная история. 2005. № 6. С. 185—197.
- Из истории июльского кризиса 1917 г. // Линия судьбы. М., 2007. С. 252—270.
- Галили З., Миллер В. И., Ненароков А. П., Хеймсон Л. РСДРП(б) в 1917 г. М.: Новый хронограф, 2007. 502 с.
- Меньшевики: От революций 1917 года до Второй мировой войны: [воспоминания : пер. с англ. яз.] под ред. Леопольда Хеймсона; с участием Д. Далина, Ю. Денике [и др.]. М.: Собрание, 2009. 551 с. ISBN 978-5-9606-0075-0